# Polder Hensbroek
De Polder Hensbroek is een windmolen in het buitengebied van Hensbroek, ter hoogte van het plaatsje Draai. De molen is in 1866 gebouwd voor bemaling van de polder Hensbroek, als aanvulling op de bestaande bemaling door een bestaande molen. In 1879 werd naast de oude molen een stoomgemaal geplaatst, dat samen met Polder Hensbroek de bemaling verzorgde. De oude molen werd daarbij onttakeld. In 1934 moest het gemaal vanwege een onbetrouwbare ketel buiten bedrijf worden gesteld en werd de windmolen uitgerust met wieken volgens het systeem Dekker, waarmee de molen tot 1948 de polder geheel op eigen kracht drooghield. In dat jaar werd het gemaal verbouwd tot dieselgemaal, dat nu de hoofdbemaling verzorgde. In 2001 kwam de molen in bezit van de Stichting De Westfriese Molens. In de molen bevindt zich nu een woning. De molen is niet te bezichtigen.